# 8639 Vonsovsky
8639 Vonsovsky este o planetă minoră (asteroid) din centura de asteroizi. A fost descoperită pe 3 noiembrie 1986 la Observatorul Kleť de Antonín Mrkos. 
Obiectul prezintă o orbită caracterizată de o semiaxă mare de 2,2292665 UAi, o excentricitate de 0,14, o înclinație de 5,12659 ° în raport cu ecliptica.